# Gryllus veletisoides
Gryllus veletisoides (лат.) — вид прямокрылых насекомых из семейства сверчков. Эндемики США.

## Распространение
Северная Америка: США (Калифорния, Орегон).

## Описание
Сверчки чёрного цвета (задние бёдра светлее, на внутренней поверхности до оранжевого). Отличаются от близких видов (Gryllus brevicaudus, Gryllus pennsylvanicus, Gryllus veletis) особенностями морфологии (средние размеры, широкая переднеспинка, короткие задние крылья, церки короткие, менее 10 мм), ДНК и акустической коммуникации (пения), разнообразными местами обитания (открытые луга, вдоль рек, каньоны). Вид был впервые описан в 2019 году американскими энтомологами Дэвидом Вейссманом (David B. Weissman; Department of Entomology, Калифорнийская академия наук, Золотые ворота, Сан-Франциско, США) и Дэвидом Грэем (David A. Gray; Department of Biology, Университет штата Калифорния, Northridge, Калифорния). Видовое название veletisoides происходит от имени сходного вида Gryllus veletis.